# Lapptjärnen (Ströms socken, Jämtland, 714982-147340)
Lapptjärnen är en sjö i Strömsunds kommun i Jämtland och ingår i Ångermanälvens huvudavrinningsområde.